# استان آنتا
استان آنتا (به اسپانیایی: Provincia de Anta) یک استان در پرو است که در منطقه کوزکو واقع شده‌است. استان آنتا ۱٬۸۷۶٫۱۲ کیلومتر مربع مساحت و ۵۷٬۹۰۵ نفر جمعیت دارد.